# ヤン・ファン・ベイレルト
ヤン・ファン・ベイレルト（Jan van Bijlert、姓は van Bylert や van Bylaertとも、イタリアでは ジョヴァンニ・ビラルド：Giovanni Bilardo と呼ばれた。1598年ころ - 1671年11月13日）は、オランダの画家。ユトレヒト・カラヴァッジョ派の画家の一人である。風俗画や肖像画を描いた。

## 略歴
ユトレヒトで生まれた。生年は結婚した時の年齢から推定されて1598年から1603年の間とされるが、不確かである。父親はステンドグラス作家のヘルマン・ファン・ベイレルト (Herman van Bijlert: c.1566-before 1615) で父親の工房で学んだ 。同時代の画家で、画家の伝記を著わしたヨアヒム・フォン・ザンドラルトは、ファン・ベイレルトはその後、ユトレヒトの画家アブラハム・ブルーマールトの弟子であったと伝えているが、父親が亡くなった後の短い期間だけであったかもしれない。1610年代後半から修行の旅に出て、2年ほどパリで、その後南フランスのエクス＝アン＝プロヴァンスで半年ほど働いた後、1623年春にはローマに移っていた。ローマではオランダやフランドル出身の画家達のグループ、「Bentvueghels」のメンバーとして活動した。
オランダに戻った時期は不明であるが1625年6月にアムステルダムの教会で結婚式を挙げ、夫婦はユトレヒトに住んだ。ヘラルト・ファン・ホントホルストやヘンドリック・テル・ブルッヘンといった画家たちとともに、ユトレヒト・カラヴァッジョ派を形成した画家の一人となった。
弟子にはアブラハム・ウィラールツ (c.1603-1669) やルドルフ・デ・ヨンフ (1616-1679)、ベルトラム・デ・フーシエール (Bartram de Fouchier: 1609-1673) らがいる。

## 作品

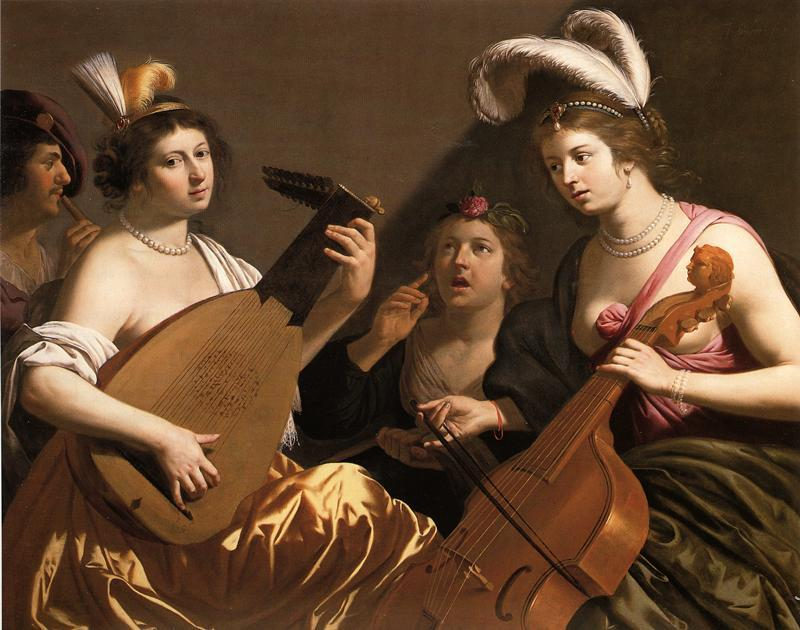
音楽会 (1635/1640)、個人蔵
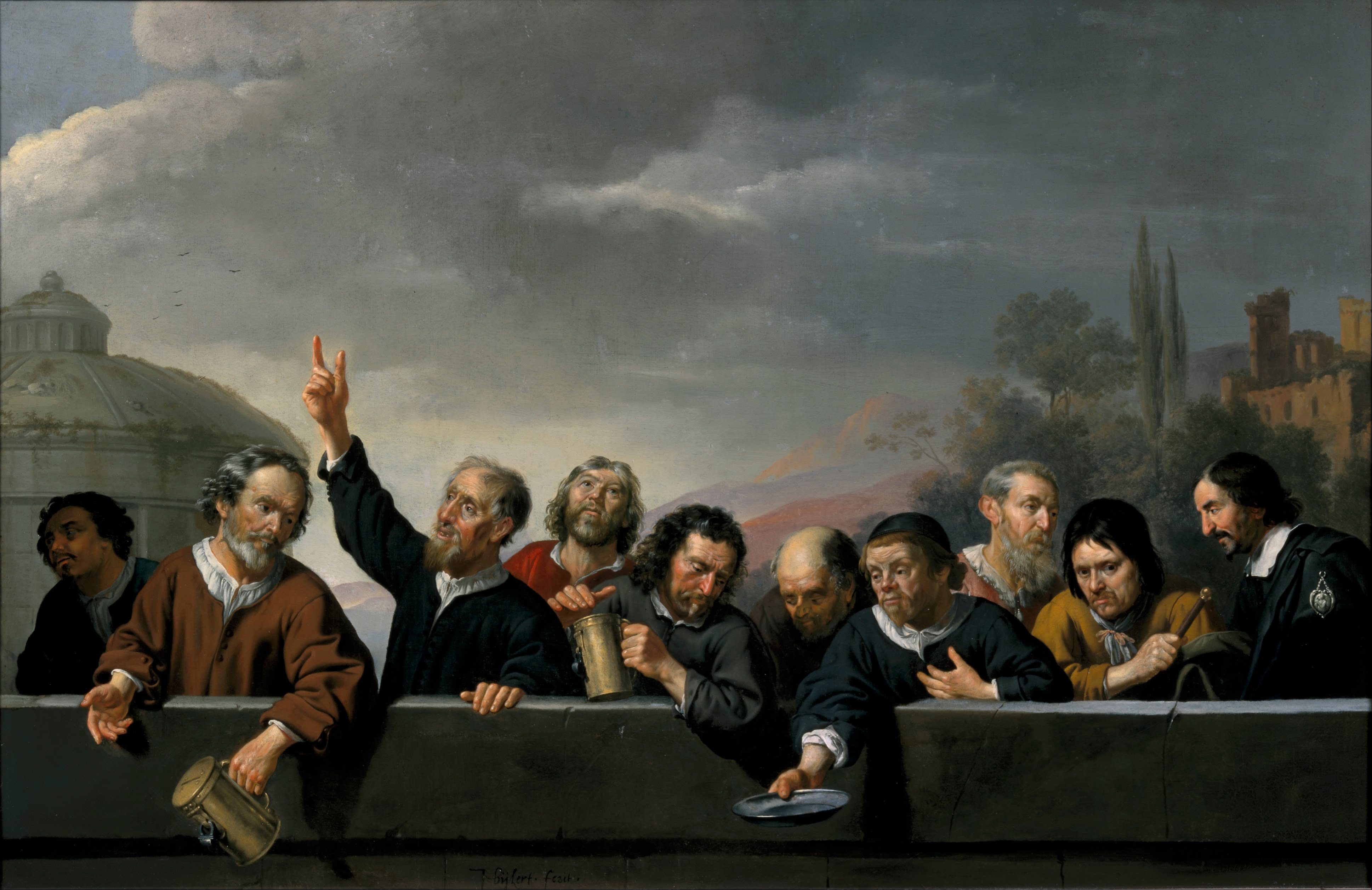
ユトレヒトの住民の集団肖像画 (1630/1635)、 ユトレヒト中央博物館蔵
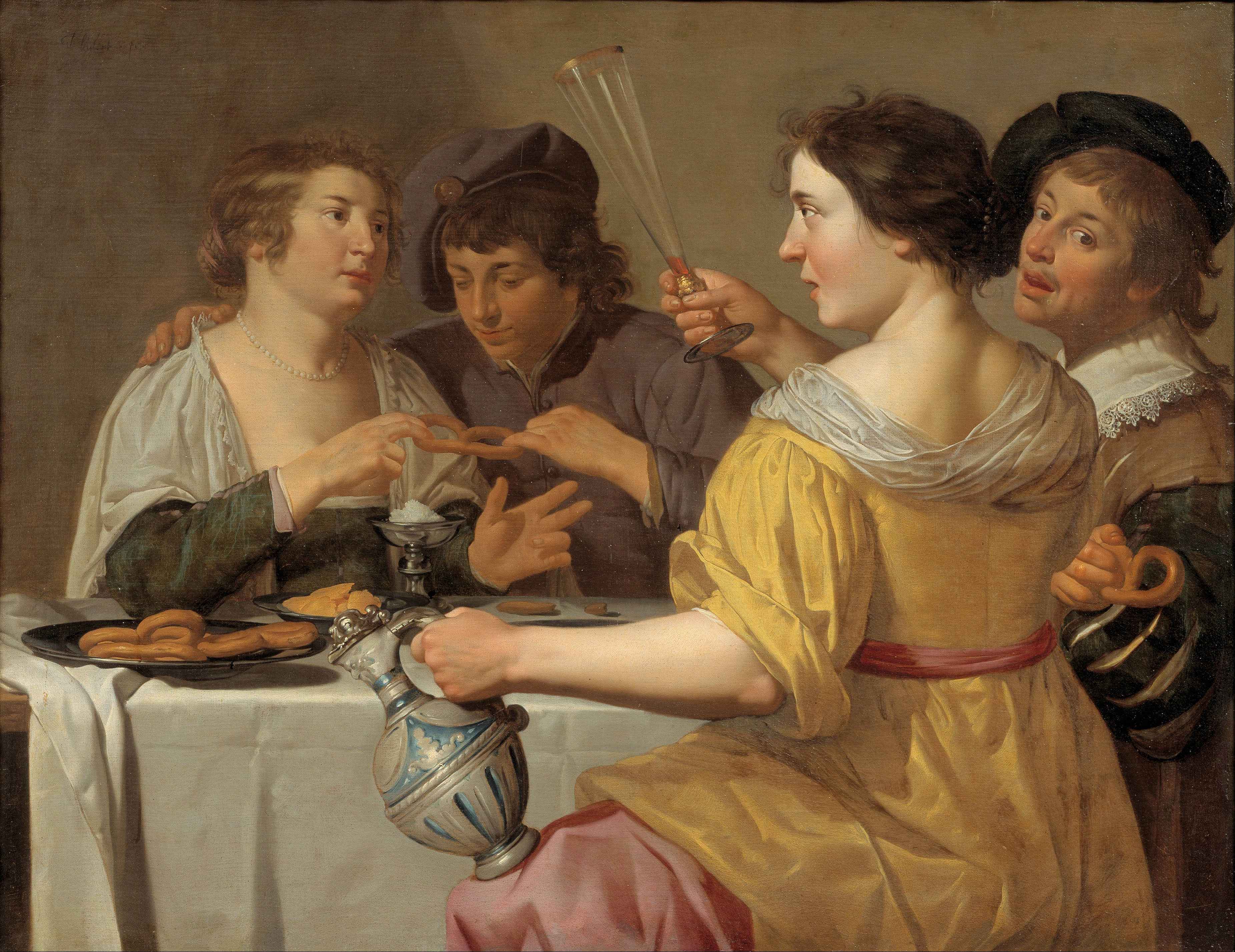
プレッツェルを引きあって遊ぶカップル (1630/1640)、ユトレヒト中央博物館蔵

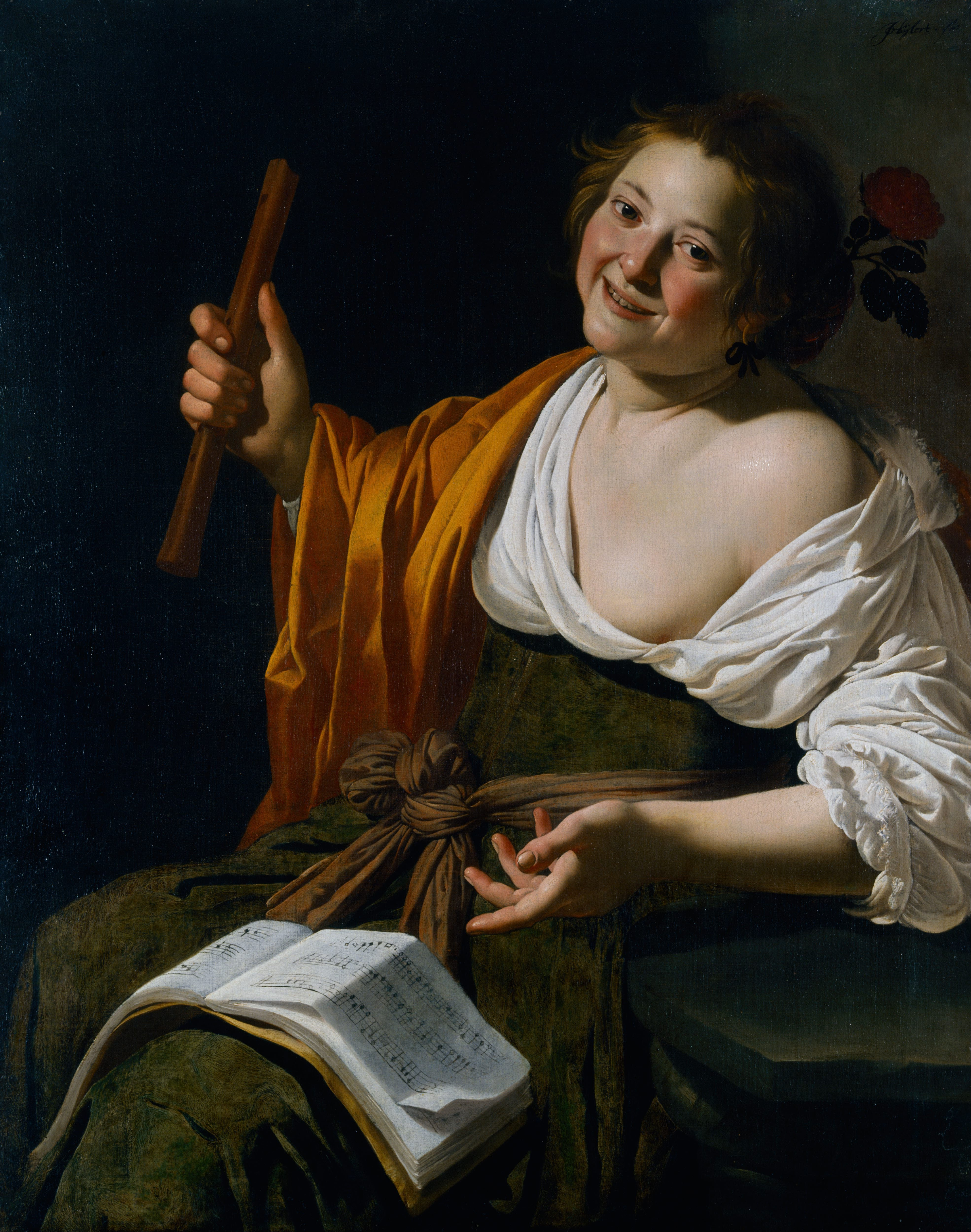
縦笛を持つ少女 (c.1630）、ニュー・サウス・ウェールズ州立美術館蔵
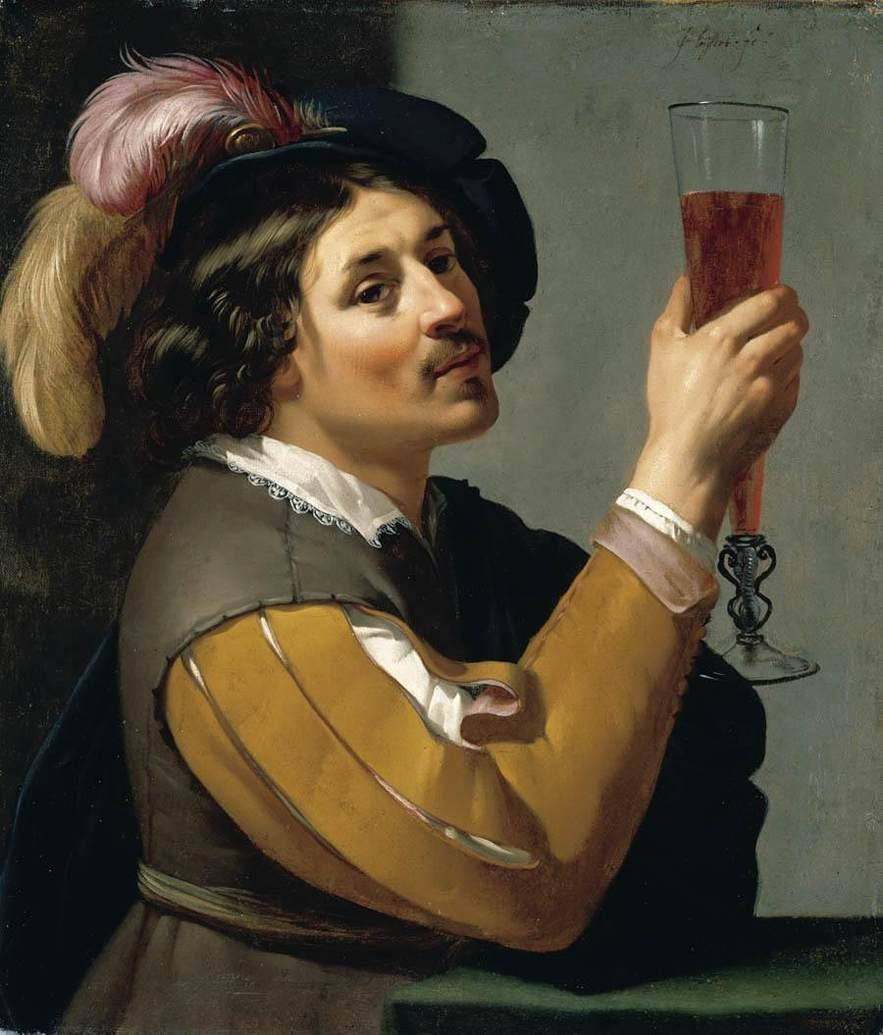
ワインのグラスを持つ若い男 (1635/1640)、個人蔵
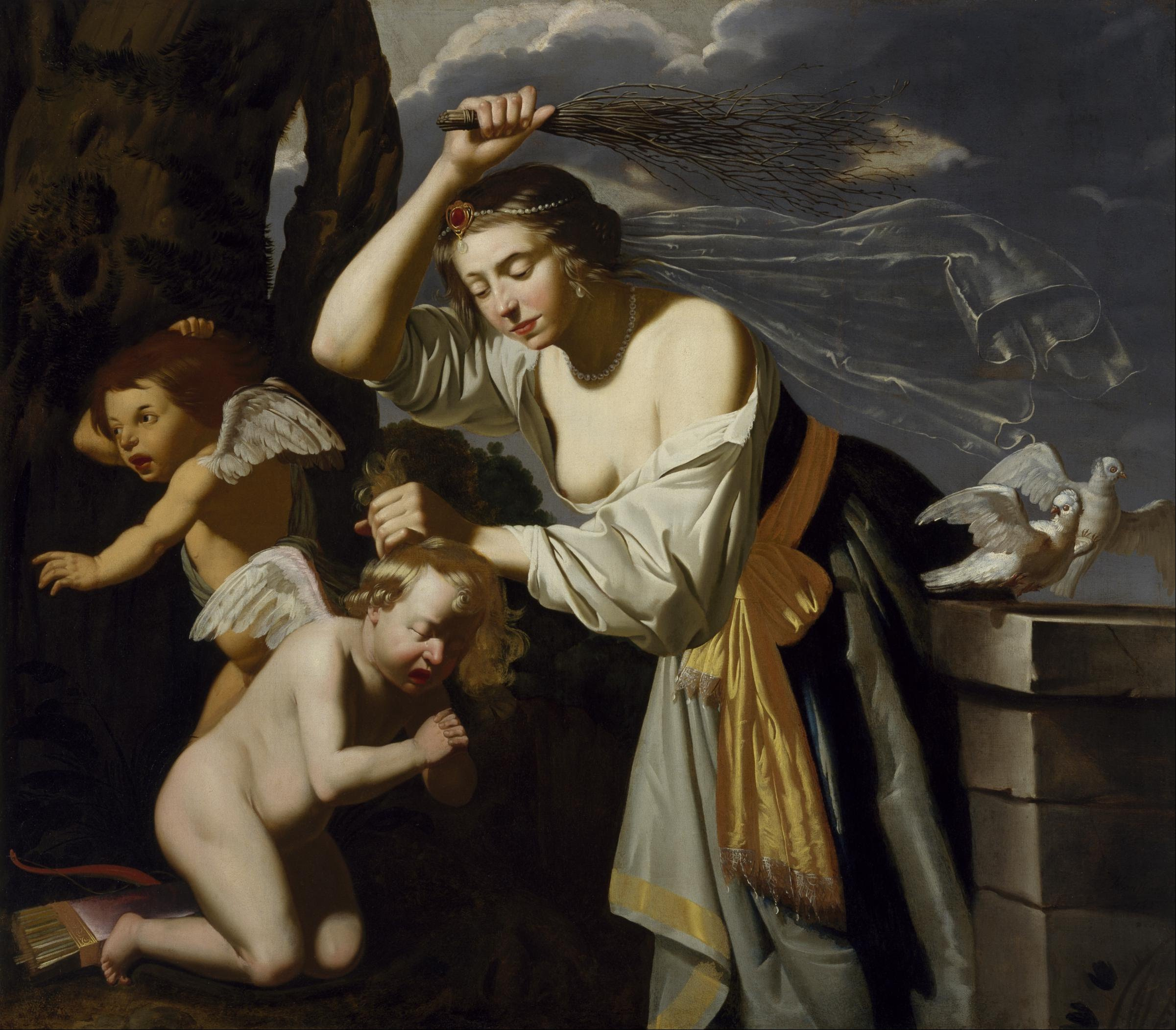
キューピッドを懲らしめるヴィーナス (1630-1640)、ヒューストン美術館蔵
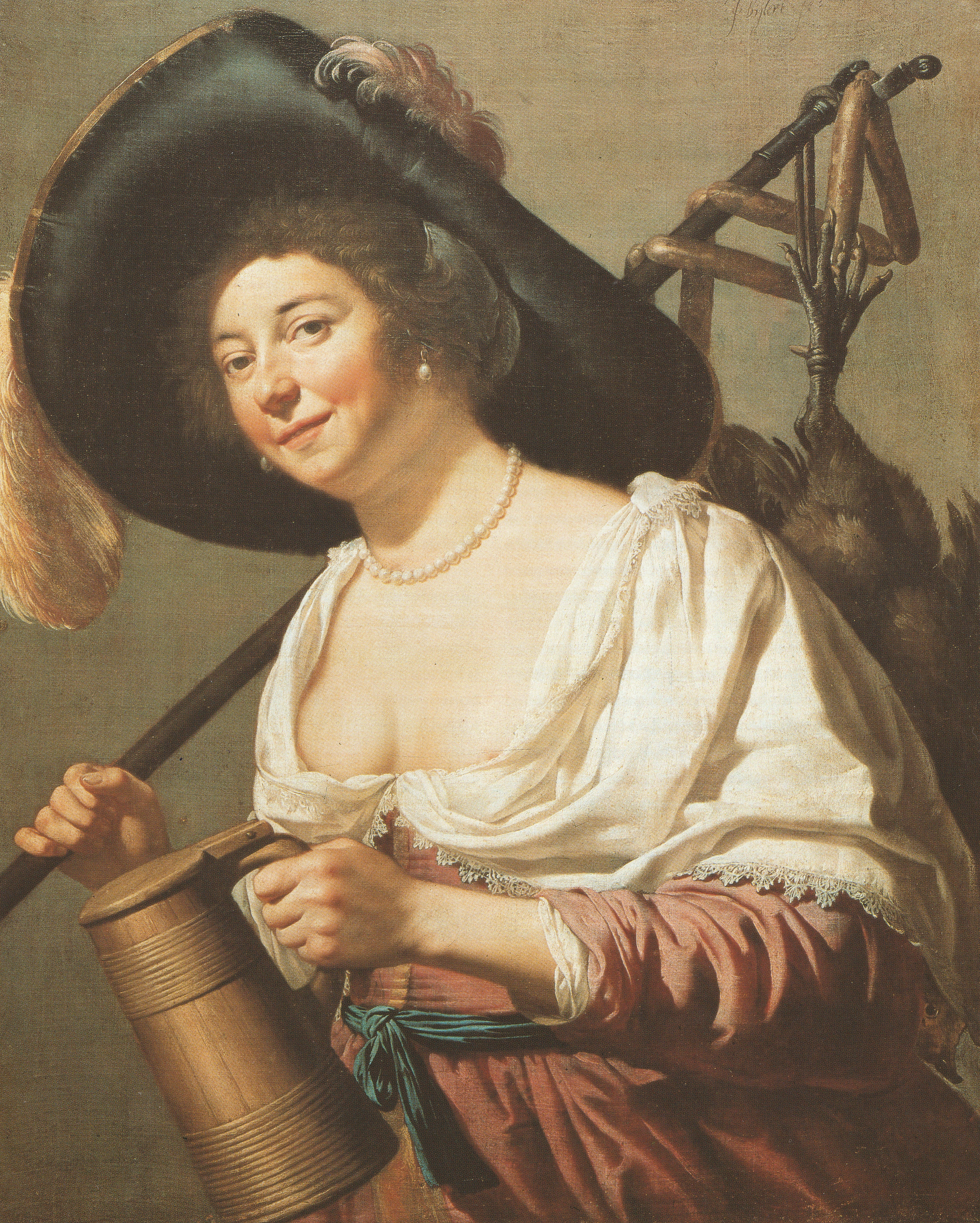
市場の女 (c.1640)、ユトレヒト中央博物館蔵
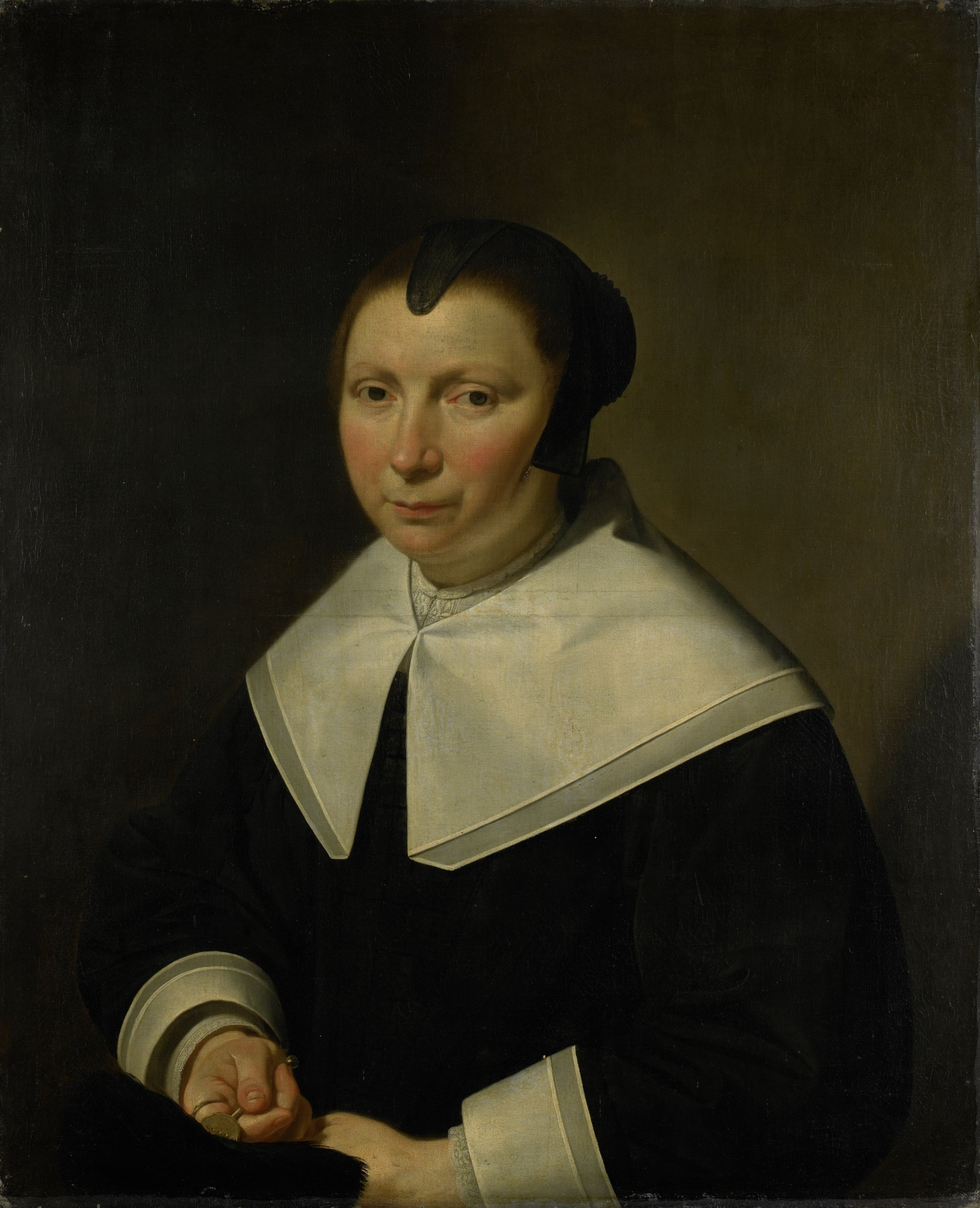
肖像画 (c.1650)、アムステルダム国立美術館蔵